# Les Guerriers de l'Apocalypse
Pour plus de détails, voir Fiche technique et Distribution.
Les Guerriers de l'Apocalypse (戦国自衛隊, Sengoku jieitai) est un film d'aventure japonais réalisé par Kōsei Saitō, avec Sonny Chiba, Isao Natsuyagi, Tsunehiko Watase, sorti en 1979.
Il a fait l'objet d'un remake Samurai Commando : Mission 1549 qui se veut avant tout une nouvelle adaptation du roman de Ryō Hanmura.

## Synopsis
Une section des Forces japonaises d'autodéfense contemporaine, équipée d'une jeep, d'un camion, d'un transport blindé, d'un char de combat, d'un hélicoptère et d'un patrouilleur en plus de leur armement individuel, se trouve propulsée dans le Japon féodal et intervient dans les conflits qui opposent les seigneurs de l'époque.

## Fiche technique
- Titre : Les Guerriers de l'Apocalypse
- Titre original : 戦国自衛隊 (Sengoku jieitai?)
- Réalisation : Kōsei Saitō
- Scénario : Toshio Kamata, d'après le roman de Ryō Hanmura
- Montage : Shin'ya Inoue
- Musique : Kentarō Haneda
- Décors : Hiroshi Ueda
- Son : Fumio Hashimoto
- Société de distribution : Tōhō
- Budget : 9 000 000 $
- Pays d'origine :  Japon
- Langue originale : japonais
- Format : couleur - 35 mm - 1,85:1 - son mono
- Genre : action, science-fiction, film fantastique
- Durée : 139 minutes[1]
- Date de sortie : 
  - Japon : 5 décembre 1979[1]
- Affiche : Michel Landi (France)

## Distribution

### Personnages contemporains
- Sonny Chiba : Lt. Yoshiaki Iba
- Toshitaka Itō : Harumi Takashima
- Jun Etō : Ken Nobuhiko
- Kōji Naka : Taisuke Mimura
- Mancho Tsuji : enseigne Shōichirō Ono
- Raita Ryū : Haruhisa Kimura
- Shin'ichirō Mikami : Goichi Shimada
- Tadashi Katō : Sergent Hideo Shimizu
- Tsunehiko Watase : Hayato Yano
- Hiroshi Kamayatsu : Mokichi Nemoto

### Personnages de l'époque Sengoku
- Isao Natsuyagi : Nagao Kagetora
- Haruki Kadokawa : Masayuki Sanada
- Hitoshi Omae : Kuribayashi Magoichi
- Kentaro Kudo : Ishiba Takehide
- Katsumasa Uchida : Asaba Yorichika
- Shin Kishida : Naoe Bungo
- Hiroshi Tanaka : Shingen Takeda
- Hiroyuki Sanada : Katsuyori Takeda
- Mikio Narita : Kōsa
- Mizuho Suzuki : Shogun Yoshiaki Ashikaga
- Masao Kusakari : Masakichi

## Distinctions
Sauf indication contraire, les informations mentionnées dans cette section peuvent être confirmées par la base de données cinématographiques IMDb,  présente dans la section « Liens externes ».
Le film a été sélectionné pour le prix du meilleur acteur dans un second rôle (Isao Natsuyagi) et celui du meilleur son (Fumio Hashimoto) lors des Japan Academy Prize de 1980.